# 五社英雄
五社英雄（1929年2月26日—1992年8月30日），日本國粹派國寶級知名導演。以執導日本傳統文化江戶時代劍豪（武士）電影見長，早、中期創作電影充斥暴力，影響1960年代香港古裝動作電影頗多，國際知名度雖不及黑澤明，惟識者皆知：地道日本傳統文化江戶時代電影最具代表是五社，也是日本近代電影史的重要人物。

## 生平
- 1929年2月26日生於東京淺草。摩羯座。
- 1952年畢業於明治大學商業管理科系後，加入日本電視臺NHK工作，曾任記者和監制。
- 1959年轉入富士電視臺，擔任戲劇編導及總監制，拍攝了《宮本武藏》、《刑事》、《三匹之侍》等電視劇。
- 1963年，松竹電影公司请他把电视剧《三匹之侍》搬上電影銀幕，此為他第一部電影作品。
- 其它名作尚有《御用金》、《人斬》、《陽暉樓》、《逃亡终站》、《極道之妻》、《226》、《鬼龍院花子的一生》、《吉原炎上》等。

## 主要電影作品
- 《三匹之侍》（さんびきのさむらい）(1963年)[1]
- 《野獸之劍》（Sword of the Beast） 演员：岩下志麻，田中邦衛，加藤剛，東野英治郎(1965年)[2]
- 《丹下左膳之飞燕居合斩》演员：中村锦之助，木村功，淡路惠子，入江若叶 (1966年)
- 《御用金》(ごようきん)演员：仲代達矢，中村錦之助，田中邦衛，司葉子，淺丘琉璃子 (1969年)
- 《人斬》（ひときり）演员：仲代達矢，勝新太郎，石原裕次郎，三島由紀夫(1969年)
- 《慶祝出獄》 Shussho Iwai 演员：仲代達矢(1972年)
- 《云雾仁左卫门》(くもきりにざえもん)演员：仲代達矢，岩下志麻，松本小史郎，松坂慶子(1978)
- 《黑暗中的獵人》（Yami no kariudo）演员：仲代達矢，原田芳雄，役所廣司，藤田眞，神崎爱(1979年)
- 《鬼龍院花子之一生》（きりゅういんはなこのしょうがい）(1982年)
- 《陽暉樓》（ようきろう）演员：緒形拳，池上季実子，浅野温子，二宮さよ子(1983年)
- 《北之螢》（きたのほたる）(1984年)
- 《吉原炎上》（よしわらえんじょう）演员：緒形拳(1987年)
- 《226》描述1936年日本軍事政變故事，上映曾引發爭議批評(1989年)